# 영동 반야사 삼층석탑
영동 반야사 삼층석탑(永同 般若寺 三層石塔)은 충청북도 영동군 황간면에 있는 고려시대의 삼층석탑이다. 2003년 3월 14일 대한민국의 보물 제1371호로 지정되었다.

## 개요
이 탑은 반야사의 경내에 건립되어 있는데, 원래 반야사 북쪽의 석천계곡 '탑벌'에 있던 것을 1950년에 지금의 자리로 이전한 것이라 한다.
지대석 위에 1층의 기단을 이루고 그 위에 3층의 탑신(몸돌)을 올린 석탑으로 높이는 335cm이다. 토단 위에 건립되어 있는데, 지대석으로부터 마지막 층까지 대체로 완전한 편이다.
지대석은 모두 6매의 판석으로 구성되었다. 지대석 윗면의 네 모서리에는 합각선이 돌출되어 있으며, 중심부는 깊이 3cm정도의 홈을 파 기단면석이 꼽히도록 하였다.
기단부는 모두 4매의 석재로 구성되었는데, 각 면에는 양 우주와 탱주가 모각되었다. 갑석의 윗면은 1매의 판석으로 조성하였는데, 중앙에는 깊이 3cm정도의 홈을 파 초층탑신을 꼽도록 조성했다. 갑석의 네 모퉁이에도 합각선이 돌출되어 있다.
1층 탑신은 4매의 판석으로 구성되어 있으며, 각 면에는 양 우주를 새겼는데, 남·북쪽 면석은 새로 끼워 넣은 것이다. 2·3층 탑신은 모두 1석으로 조성되었는데, 2층 탑신에 모각된 우주에서는 엔타시스 수법을 볼 수 있다. 3층 탑신은 현상으로 보아 새로 끼운 것으로 판단된다.
옥개석은 1층에서 3층까지 모두 1석으로 조성되어 있다. 각층 옥개석의 낙수면은 길이가 짧고 경사가 급한 편이며, 옥개석 받침은 1층 5단, 2·3층에서는 4단으로 되어 있다. 추녀는 비교적 두껍게 조성되었는데, 직선화되는 보편적인 수법과는 달리 둥글게 표현되어 전각의 반전은 예리한 편이다. 옥개석의 윗면에는 낮은 각형 1단의 받침을 조출해 탑신을 받고 있다. 정상에는 찰주공이 관통된 노반과 복발이 남아있다.
이 석탑은 전체적인 양식으로 보아 고려시대 전기에 건립된 것으로 추정된다. 한편, 초층탑신의 결구수법은 신라 석탑의 전통을 그대로 계승하고 있으며, 기단면석과 초층탑신을 꼽도록 하면에 홈을 판 점은 충청도와 전라도 일원에 건립된 백제계 석탑의 양식이라 할 수 있다.
영동 반야사 삼층석탑은 비록 일부 새로운 부재가 보충되었지만, 양식적인 면에서 백제계와 신라계 석탑의 양식을 절충해 건립된 고려시대 석탑의 특징을 잘 나타내고 있어 귀중한 자료로 평가된다.

## 같이 보기
- 삼층석탑

## 참고 자료
- 영동 반야사 삼층석탑 - 국가유산청 국가유산포털